# Підосиновське міське поселення
Підоси́новське міське поселення (рос. Подосиновское городское поселение) — адміністративна одиниця у складі Підосиновського району Кіровської області Росії. Адміністративний центр поселення — селище міського типу Підосиновець.

## Історія
Станом на 2002 рік на території сучасного поселення існували такі адміністративні одинці:
- Георгієвський сільський округ (присілки Ананіно, Борок, Веснегово, Костінська, Піньково, Потеміно, Сетіна Гора, Скуліна Гора, Соповська, Тетерінська, Фенякіно, Хлябово, Чащинська)
- частина Підосиновського сільського округ (присілки Верхнє Чупріяново, Леніно, Луб'яне Раменьє, Малеїха, Мокра, Остров, Перхіно, Пожар, Прислон, Содомово, Тарасовське Раменьє, Устьє, Шубіно Раменьє)[2]
- Октябрський сільський округ (села Октябр, Троїця, присілки Барановщина, Верещагіно, Виползево, Григошево, Долматово, Загоскіно, Ільїна Гора, Окулово, Олюхіно, Останіно, Палкіно, Романовщина, Токовиця, Федоровська)
- Щоткінський сільський округ (село Щоткіно, присілки Антамоново, Бушманіха, Верхнє Раменьє, Дурняково, Єлізарово, Єрмаковщина, зубаріха, Лодейно, Мергасовська, Нижнє Раменьє, Огонково, Паршиха, Погорілово, Васильєво Рамешко, Ричково, Серкіно, Сафоніха, Храпіно, Шадрінська Гора, Шишиха, Щоткіно)

Поселення було утворене згідно із законом Кіровської області від 7 грудня 2004 року № 284-ЗО у рамках муніципальної реформи. 2012 року до складу поселення була включена територія ліквідованих Октябрського сільського поселення та Щоткінського сільського поселення.

## Населення
Населення поселення становить 4733 особи (2017; 4785 у 2016, 4929 у 2015, 5008 у 2014, 5119 у 2013, 5189 у 2012, 5332 у 2010, 6247 у 2002).

## Склад
До складу поселення входять 62 населених пункти:
| Населений пункт                    | Населення, осіб (2002) | Населення, осіб (2010) |
| ---------------------------------- | ---------------------- | ---------------------- |
| Ананіно, присілок                  | 22                     | 7                      |
| Антамоново, присілок               | 6                      | 4                      |
| Барановщина, присілок              | 13                     | 8                      |
| Борок, присілок                    | 320                    | 238                    |
| Бушманіха, присілок                | 15                     | 10                     |
| Васильєво Рамешко, присілок        | 2                      | 0                      |
| Верещагіно, присілок               | 0                      | -                      |
| Верхнє Раменьє, присілок           | 3                      | 0                      |
| Верхнє Чупріяново, присілок        | 79                     | 76                     |
| Веснегово, присілок                | 25                     | 10                     |
| Виползово, присілок                | 12                     | 2                      |
| Григошево, присілок                | 12                     | 3                      |
| Долматово, присілок                | 0                      | -                      |
| Дурняково, присілок                | 18                     | 6                      |
| Єлізарово, присілок                | 3                      | 2                      |
| Єрмаковщина, присілок              | 17                     | 0                      |
| Загоскіно, присілок                | 0                      | 0                      |
| Зубаріха, присілок                 | 7                      | 0                      |
| Ільїна Гора, присілок              | 0                      | -                      |
| Костинська, присілок               | 10                     | 6                      |
| Леніно, присілок                   | 0                      | 0                      |
| Лодейно, присілок                  | 51                     | 14                     |
| Луб'яне Раменьє, присілок          | 14                     | 6                      |
| Малеїха, присілок                  | 3                      | 0                      |
| Мергасовська, присілок             | 17                     | 2                      |
| Мокра, присілок                    | 0                      | 0                      |
| Нижнє Раменьє, присілок            | 63                     | 20                     |
| Огонково, присілок                 | 0                      | 0                      |
| Октябр, село                       | 337                    | 277                    |
| Окулово, присілок                  | 22                     | 16                     |
| Олюхіно, присілок                  | 0                      | 0                      |
| Останіно, присілок                 | 0                      | 0                      |
| Остров, присілок                   | 11                     | 1                      |
| Палкино, присілок                  | 6                      | 2                      |
| Паршиха, присілок                  | 0                      | 0                      |
| Перхіно, присілок                  | 25                     | 12                     |
| Підосиновець, селище міського типу | 4235                   | 4029                   |
| Піньково, присілок                 | 2                      | 15                     |
| Погорілово, присілок               | 11                     | 0                      |
| Пожар, присілок                    | 46                     | 26                     |
| Потеміно, присілок                 | 15                     | 13                     |
| Прислон, присілок                  | 0                      | 0                      |
| Ричково, присілок                  | 34                     | 12                     |
| Романовщина, присілок              | 3                      | 3                      |
| Сафоніха, присілок                 | 2                      | 0                      |
| Серкіно, присілок                  | 40                     | 12                     |
| Сетіна Гора, присілок              | 6                      | 1                      |
| Скуліна Гора, присілок             | 4                      | 2                      |
| Содомово, присілок                 | 6                      | 1                      |
| Соповська, присілок                | 8                      | 4                      |
| Тарасовське Раменьє, присілок      | 15                     | 12                     |
| Тетеринська, присілок              | 73                     | 28                     |
| Токовиця, присілок                 | 6                      | 2                      |
| Троїця, село                       | 86                     | 44                     |
| Устьє, присілок                    | 17                     | 13                     |
| Федоровська, присілок              | 14                     | 0                      |
| Фенякіно, присілок                 | 8                      | 2                      |
| Хлябово, присілок                  | 2                      | 0                      |
| Храпино, присілок                  | 11                     | 9                      |
| Чащинська, присілок                | 22                     | 7                      |
| Шадрінська Гора, присілок          | 12                     | 6                      |
| Шишиха, присілок                   | 5                      | 2                      |
| Шубино Раменьє, присілок           | 0                      | 0                      |
| Щоткино, село                      | 380                    | 313                    |
| Щоткино, присілок                  | 71                     | 54                     |